# Дарту, Пьер
Пьер Дарту (фр. Pierre Dartout; род. 9 апреля 1954, Лимож) — французский политический деятель, государственный министр Монако с 1 сентября 2020 по 2 сентября 2024 года.

## Биография
Пьер Дарту родился 9 апреля 1954 года в Лиможе, Франция. 
Окончил Институт политических исследований в Париже, получив диплом юриста. Завершил военную службу в 1977 году. 
В 1978—1980 годах получал образование в Национальной школе администрации. После её окончания в 1980 году Пьер Дарту начал свою карьеру в секторе государственного управления, побывав на должностях префектур различных департаментов. Перед тем, как занять пост в департаменте Прованс-Альпы-Лазурный Берег, Пьер Дарту был префектом региона Новая Аквитания, префектом обороны и безопасности Юго-западного региона и префектом Жиронды в 2015 году. 
В период с 1995 по 1997 год Пьер Дарту был префектом Французской Гвианы, далее с 1998 по 2000 год занимал аналогичную должность в Восточных Пиренеях, с 2004 года —– региона Вар.  
15 мая 2020 года князь Альберт II назначил Пьера Дарту новым государственным министром Монако. 1 сентября Пьер Дарту принял присягу и вступил в должность, сменив Сержа Теля. Церемония проходила в Княжеском дворце. 